# Gerbillus harwoodi
Gerbillus harwoodi är en däggdjursart som beskrevs av Thomas 1901. Gerbillus harwoodi ingår i släktet Gerbillus och familjen råttdjur. IUCN kategoriserar arten globalt som livskraftig. Inga underarter finns listade i Catalogue of Life.
Denna ökenråtta förekommer med två populationer i östra Afrika, en i södra Kenya och den andra i norra Tanzania. Habitatet utgörs av torra savanner med några träd.
Arten når en kroppslängd (huvud och bål) av 6,0 till 9,8 cm, en svanslängd av 8,5 till 11,2 cm och en vikt av cirka 14 g. Bakfötterna är 1,9 till 2,5 cm långa och öronen är 0,9 till 1,0 cm stora. Det finns en tydlig gräns mellan den orangebruna pälsen på ovansidan och den vita pälsen på undersidan. Gerbillus harwoodi har en tofs av svartaktiga hår vid svansspetsen.
Den vilar i självgrävda bon och den letar på natten efter föda. En hona var under juni dräktig med fyra ungar.